# Последние сонаты Шуберта
Три последние сонаты Шуберта (D958 — D960) получили оценку критиков как одно из величайших творческих достижений композитора. Они были сочинены в последние месяцы его жизни, а опубликованы только спустя 11 лет после смерти композитора. Зачастую их формально объединяют в трилогию, подобно трем последним сонатам Бетховена и трем последним симфониям Моцарта.

## История

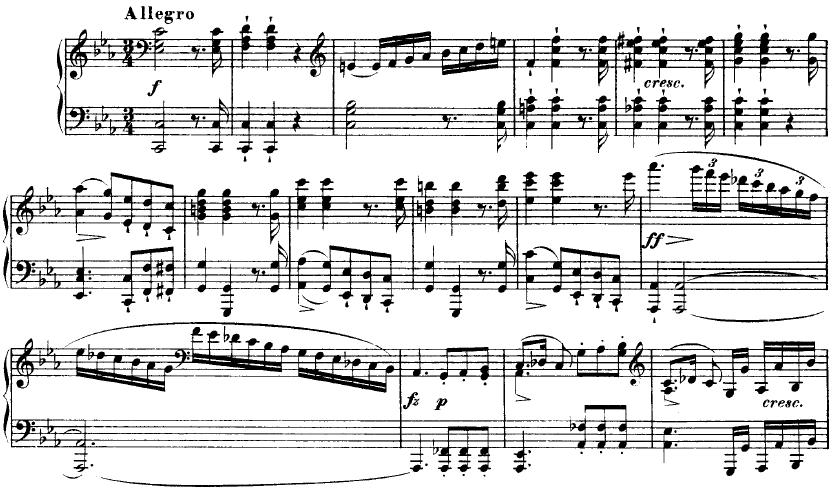
Начало Сонаты до минор

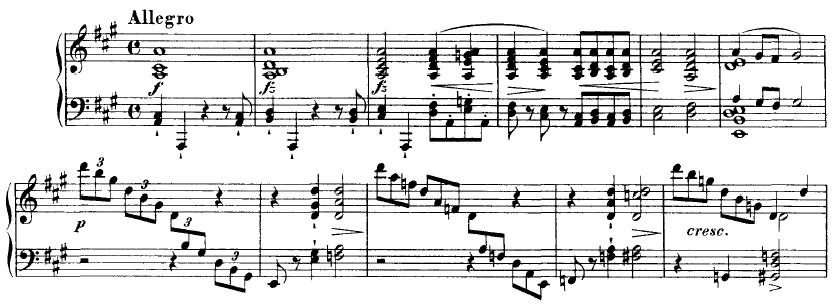
Начало Сонаты ля мажор

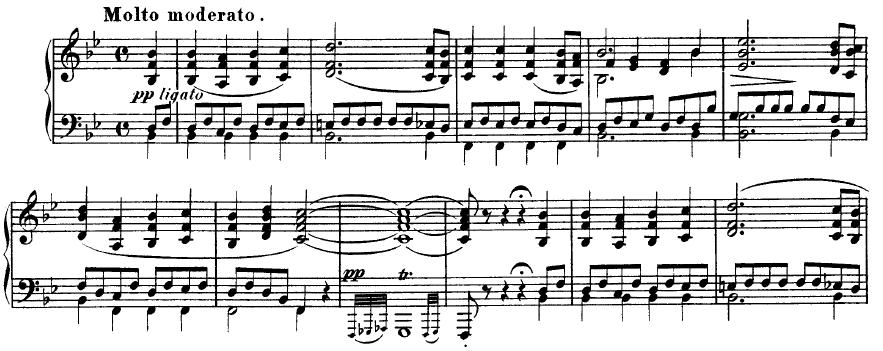
Начало Сонаты си-бемоль мажор

История написания сонат восстановлена благодаря сохранившимся рукописям. Сонаты написаны в два этапа — эскиз и финальная форма.
Первые наброски композитор сделал в 1828 году. В них прослеживаются мотивы из разных частей сонаты или из других произведений. Это даёт понять, что последние две сонаты созданы параллельно. 
Финал Си бемоль мажорной сонаты написан до окончания первой части, что не было свойственно Шуберту. 
Окончательные версии сонат казались единым. Сонаты отмечены Шубертом Sonate I, II, III, в указанном порядке, и на последнем листе поставлена дата 26 сентября. В отличие от первых набросков, окончательные версии сонат написаны аккуратно и скрупулёзно.
Финальная версия сонат завершена в сентябре 1828 года. На протяжении этого месяца был написан струнный квинтет и несколько песен цикла «Лебединая песня» — выдающиеся достижения для такого короткого периода. 
Последняя соната завершена 26 сентября. Двумя днями спустя, она была исполнена на одном из вечеров в Вене. В письме издателю Пробсту, датированном 2 октября, Шуберт изъявляет желание опубликовать сочинения. Однако Пробста не заинтересовало это предложение. 19 ноября Шуберт умирает от брюшного тифа, так и не дождавшись издания сонат. В следующем году Фердинанд, брат Шуберта, продаёт рукописи другому издателю, Антону Диабелли, который опубликует их только спустя 10 лет, в 1839 году. 
Шуберт намеревался посвятить сонаты Иоганну Гуммелю, ученику Моцарта, композитору и пианисту. Однако, к тому времени, как сонаты опубликованы, Гуммеля не стало, а новый издатель решил посвятить их Шуману, который в своих критических статьях восхвалял работы Шуберта. Тем не менее Шуман сонатами остался не доволен. Он говорил о «чрезмерной простоте идеи», «добровольном отречении от яркого новаторства», называл сонаты «бесконечными волнообразными движениями, всегда музыкальными и певучими, обрывающимися здесь и там волнами горячей страсти, но также быстро и затихающими».
Позднее открытием и изданием неизвестных произведений Шуберта, особенно сонат, заинтересовался Иоганнес Брамс. Однако в течение XIX века произведения не были достойно восприняты и считались не подходящими для фортепиано. Только по прошествии века со дня смерти Шуберта критиков начало интересовать его фортепианное творчество, особенно после исполнений сонат Артуром Шнабелем и Эдуардом Эрдманом. На протяжении следующих десятилетий интерес к сонатам продолжал расти, и к концу века они начали входить в классический фортепианный репертуар, часто исполнялись на концертах. Считается. что последняя из сонат, Си бемоль мажорная соната, добилась большего успеха, чем две остальные.